# Шкорпион vz. 61
Шкорпион vz.61 чехословачки је 7,65 mm аутоматски пиштољ који је развио и дизајнирао Мирослав Рибар 1959. Иако је произведена за употребу у полицији, ова машина је такође коришћена у чехословачкој војсци, као и лично оружје за војно особље нижег ранга, возаче оклопних возила и друге војне јединице. Војна индустрија ЈНА (Застава Оружје) осамдесетих година стекла је право на лиценцирану производњу Шкорпиона. Та копија је носила назив Застава М84 Шкорпион, док је полуаутоматска верзија имала назив Застава М84А Шкорпион. Користила га је ЈНА, посебно пилоти ратних авиона као лично оружје.

## Карактеристике оружја
Шкорпион, као и аутоматска пушка, има механички прекидач који може да подеси тип ватре. Овај прекидач има три опције:
0 - оружје је закључано (сигуран режим),
1 - полуаутоматска ватра и
20 - Аутоматска паљба.
Дужина машине је мала, јер се причвршћивање гвоздене ролне врши "напред", тако да се на крају крагне крај крака налази на крају цеви овог строја. Сам лет је прилично лаган са својим дизајном, а оружје добива мање тежине.
Брзина пуцања је намерно смањена са потенцијалних 1000 метка у минути на 850 метка у минути. То даје бољу управљивост.
Ватра из крова може бити индивидуална и груба. Најбољи резултати се постижу пуцањем из руку на удаљености од 70-80m, а снимање са релејем до 150m.
На последњем голу постоје два циља на 75 и 150m. Има веома осетљив окидач.

## Модели
Постоје две верзије овог аутомата. Основна разлика у препознавању једни друге је у боји.
М-61Ч је чехословачка производња, док је М-84 српска. М-61Е је тамносиве боје, док је М-84 потпуно црн. Шкорпион је произведен у 8 модела:
в. 61Ц (оригинални шкорпионски модел) вз. 61Е (произведено 1990-их) вз. 64 (производња није почела) вз. 65 (производња није почела) вз. 68 (производња није почела) вз. 82 (произведено 1990-их) вз. 83 (произведен 1990-их) ЦЗ-91С (полуаутоматски модел развијен за цивилно тржиште).
Уз постојеће аутомате, понуђен је и модел специјалне аутоматске пушке, заснован на Шкорпион - ЦЗ 868.

## Оквир
Оквир за ово оружје је релативно мали. Пун 10 или 20 метака. Маса мањег оквира (10 метка) је 0,15 kg, док је тежина већег оквира (20 метака) 0,25 kg. Шкорпион користи ампуле од чак четири различита калибра.

## Додаци
Скалп са краћим оквиром долази са кожном футролом у којој се ова машина чува када није у употреби. Постоји још једна кожна торбица за два дугачка оквира. Поред тога, оружје долази са комплетом за чишћење и боцом за уље. Скулптор се може монтирати на сам Шкорпион.

## Корисници
- Авганистан
- Ангола
- Чешка
- Египат
- Хрватска
- Индонезија: Шкорпион користе специјалне јединице. ￼
- Мозамбик ￼
- Србија ￼
- Словачка ￼
- Уганда